# Leo Diet
 (septembre 2024).
Leo Diet, nom d'artiste de Leopold Dietmann (né le 12 septembre 1857 à Prague, mort le 13 juin 1942 à Graz) est un peintre tchéco-autrichien.

## Biographie
Fils d'un officier, après l'école des cadets de Marburg an der Drau, Diet est ensuite élève de l'école secondaire technique militaire de Weißkirchen et de l'Académie impériale des techniques militaires de Vienne. À partir de 1879, il sert comme lieutenant d'artillerie dans l'armée.

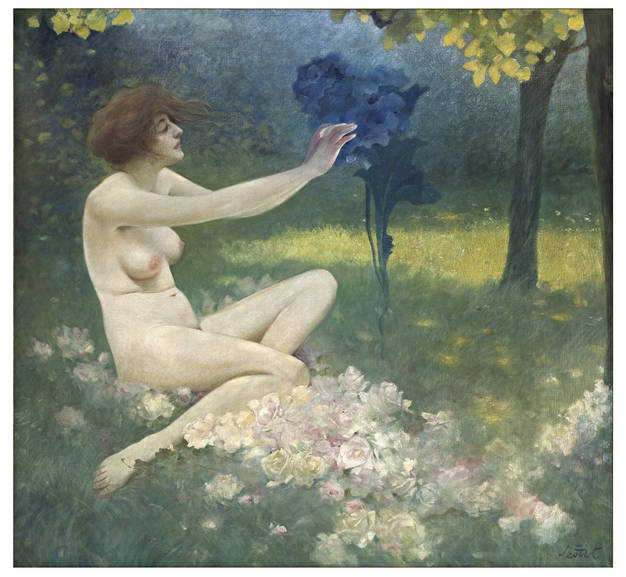
La fleur bleue, 1903.

Même pendant son service militaire, il se consacre à des études artistiques. Diet commence une formation artistique auprès d'Alfred Fallenböck et comme stagiaire à l'Académie des Beaux-Arts de Vienne auprès de Carl Rudolf Huber. Il étudie à l'Académie des beaux-arts de Prague auprès de František Sequens et à Vienne auprès de Hans Canon. Leo Diet est parrainé par le prince héritier Rodolphe et reçoit une bourse qui lui permet de voyager à Paris (1881-1882) et en Égypte (1882-1887).
Il vit de 1883 à 1887 au Caire, où il crée de nombreuses images au contenu orientaliste. Il expose soixante de ses œuvres à l'Association autrichienne des Beaux-Arts en 1888. Plus tard, de 1895 à 1914, il enseigne le dessin technique, constructif ou à la main levée à l'école des arts appliqués de Graz.
En 1889, il fonde le Salon des Refusés, d'où émerge la Sécession viennoise. En 1899, il fut l'un des fondateurs de la Vereinigung Bildender Künstler Steiermarks.
En 1887, Leo Diet invente le dispositif de dessin qui porte son nom, "Triangle de Diet" (également "perspectographe mécanique") et le brevète le 15 juin 1893 comme instrument permettant de produire des dessins en perspective à partir de plans d'étage et d'élévations.
En 1906, il reçoit le Prix d'État autrichien pour son portrait du chirurgien Luksch.
Après l'Anschluss, il vit sous la pression massive des nazis en raison de ses opinions et de ses relations monarchistes antérieures.